# Kerakat
Kerakat è una suddivisione dell'India, classificata come nagar panchayat, di 12.472 abitanti, situata nel distretto di Jaunpur, nello stato federato dell'Uttar Pradesh.